# 仙台市立鶴巻小学校
仙台市立鶴巻小学校（せんだいしりつ つるまきしょうがっこう）は、宮城県仙台市宮城野区鶴巻1丁目にある公立小学校。

## 沿革
出典
- 1983年（昭和58年）
  - 4月1日 - 仙台市立鶴巻小学校開校告示し、市内71番目の小学校として開校。
  - 4月6日 - 開校式挙行。
  - 4月8日 - 最初の始業式と第1回入学式挙行。開校時点の児童数485名、学級数13学級。
  - 4月27日 - 父母教師会創立総会開催。
  - 5月2日 - 校木を「松」と制定。
  - 6月30日 - プール落成（25m×10m）。
  - 10月15日 - 校旗・校歌制定発表会開催。
- 1984年（昭和59年）
  - 3月3日 - 児童会名を「松の木児童会」と決定。
  - 3月19日 - 第1回卒業式挙行。最初の卒業生は70名。
  - 6月15日 - 松の木農園活動開始（浅野氏より借地）。
  - 10月15日 - この日（10月15日）を開校記念日と制定し、開校記念誌発行。
- 1986年（昭和61年）
  - 3月5日 - 児童会旗図案決定。
  - 11月5日 - 校庭築山工事第1期完了し、活用開始
- 1987年（昭和62年）
  - 6月22日 - 校章・校名看板を屋上に設置。
  - 10月12日 - 開校5周年記念式典挙行。
- 1988年（昭和63年）4月1日 - 鶴巻子どもクラブ開設（留守家庭児童事業）。
- 1989年（平成元年）1月10日 - 校章旗2張と児童会旗1張作成。
- 1993年（平成5年）
  - 10月14日 - 開校10周年記念式典（児童の部）挙行。
  - 10月16日 - 開校10周年記念式典（一般の部）挙行し、祝賀会開催。
- 1994年（平成6年）
  - 3月7日 - 校舎増築落成を祝う会（視聴覚室・図書室・理科室・普通教室2）開催。
  - 4月1日 - 知的障害学級「なかよし」設置。
- 1995年（平成7年）10月30日 - 身体障害者用トイレ設置（1階）。
- 1996年（平成8年）3月6日 - 校舎暗渠排水溝工事完了。
- 1998年（平成10年）4月1日 - 「なかよし」情緒障害と肢体不自由学級新設。
- 1999年（平成11年）2月4日 - 第1回「夢を語る会」開催。
- 2000年（平成12年）12月7日 - 第1回「鶴巻の教育を語る会」開催。
- 2001年（平成13年）
  - 4月9日 - 「総合的な学習の時間」（年間80時間）と「すくすく学習」（国語・算数の積み重ね学習）実施。
  - 5月26日 - PTAとの共催による運動会実施。
  - 11月1日 - 「なかよし」病弱・身体虚弱学級新設。
- 2002年（平成14年）
  - 4月1日 - 2学期制導入、学校週5日制完全実施。
  - 4月8日 - 「総合的な学習の時間」完全実施（年間105時間～110時間）。鶴巻スクールビジョン21策定。
- 2003年（平成15年）
  - 9月29日 - 「ふるさと つるまき」発行。
  - 10月2日 - 「夢と希望」記念碑除幕。
  - 10月4日 - 開校20周年記念式典挙行し、祝賀会開催。
- 2005年（平成17年）4月8日 - ALTによる国際理解教育活動全学年で実施。
- 2006年（平成18年）
  - 8月23日 - 緊急連絡配信メール運用開始。
  - 9月13日 - 月1回の「集団下校訓練」開始。
- 2007年（平成19年）
  - 4月9日 - 鶴巻児童館開館。
  - 8月6日 - つるまキッズわくわくクラブ開設。
  - 10月13日 - 第1回つるまきフェスタ開催。
- 2010年（平成22年）12月27日 - 校舎大規模修繕工事完成。
- 2011年（平成23年）
  - 3月11日 - 14時46分頃、東日本大震災発生。同日、本校に避難所開設（3月25日まで）。
  - 4月11日 - サッカー・ミニ駅伝・コンサート他、東日本大震災の支援多数。
- 2012年（平成24年）
  - 4月8日 - 6年生教科担任制実施。
  - 4月27日 - 新たな学校防災モデル校指定。
  - 8月27日 - 学校支援地域本部設置。
- 2013年（平成25年）
  - 4月22日 - 平成25年度新たな学校防災教育モデル校指定。
  - 6月 - 地元学立ち上げ。
  - 11月17日 - 創立30周年記念式典挙行。

## 学区
出典
- 宮城野区
  - 扇町4丁目（4番を除く）
  - 扇町5丁目（3番、8番）
  - 扇町6丁目（4～6番）
  - 扇町7丁目（全域）
  - 岡田西町（1番の一部、2番）
  - 白鳥1丁目（全域）
  - 白鳥2丁目（全域）
  - 鶴巻1丁目（全域）
  - 鶴巻2丁目（全域）
  - 中野4丁目（1番の一部、2番、3、4、6、7、12、14、15、18番のそれぞれ各一部、19番、20番）
  - 中野5丁目（1～3番、6番、7番の一部、10番、11番、13番の一部、14番、18番、19番）
  - 福田町2丁目（5番の一部、7番、8、10番のそれぞれ各一部、11～15番、17～36番）
  - 福田町3丁目（全域）
  - 福田町4丁目（全域）
  - 福田町南1丁目（全域）
  - 福田町南2丁目（全域）
  - 蒲生（字土手前、字二本木(127番を除く)、字耳取）
  - 福室（字御蔵前二番、字御蔵前三番、字上河原、字小原一番、字小原二番、字下河原、字新原田の一部、字田中東一番、字田中東二番、字田中前一番、字田中前二番、字原田一番、字原田二番、字原田三番、字原田四番、字平柳(1～7番、53～55番、57番以降)、字弁当二番(12～28番、37番以降)、字弁当三番(9～29番)）
- 若林区
  - 卸町東5丁目（1番）
  - 鶴代町（4～6番）

## 進学先中学校
出典
- 仙台市立高砂中学校

## 周辺
- 仙台市立鶴巻一丁目東公園 - 仙台市道をはさんで、敷地が隣接。
- スポーツステージリベラ鶴巻 - 仙台市道をはさんで、敷地が隣接。
- 仙台市建設局下水道事業部鶴巻ポンプ場
- 梅田川 - 本校付近で、下述の七北田川に合流。
  - 七北田川
- 仙台東部道路 - ただし、インターチェンジは学校付近にはなく、仙台港インターチェンジを利用する。
- 仙台市立鶴巻保育所 - 進学前保育所のひとつ

## アクセス
- 仙台市営バス「鶴巻保育所前」バス停下車後、徒歩。